# Amadi Ikpeze
Amadi Ikpeze (Amherst, 6 de agosto de 1998) es un jugador de baloncesto profesional estadounidense que mide 2,10 metros y actualmente juega de pívot en Pichincha de la Liga Boliviana de Básquetbol.

## Trayectoria
El jugador nacido en Amherst (Nueva York), es pívot formado en la Universidad de San Buenaventura (Nueva York), con la que disputó durante 4 temporadas la NCAA con los St. Bonaventure Bonnies, desde 2016 a 2020. En la temporada 2016-17 disputó 23 encuentros con una media de 9,2 minutos por encuentro en los que anotó 2,3 puntos y capturó 1,9 rebotes de media. En la temporada 2017-18, disputó 34 encuentros con 14,3 minutos de media por partido en los que anotó 4,5 puntos, capturó 3,1 rebotes y dio 0,2 asistencias. En la temporada 2018-19, jugó 32 encuentros con once minutos de media por encuentro anotando 2,7 puntos, capturando 2,4 rebotes y dando 0,1 asistencias. En la temporada 2019-20, disputó 30 partidos jugando una media de 13,3 minutos por encuentro anotando 3,6 puntos y capturando 3,3 rebotes.
Tras no ser drafteado en 2020, en la temporada 2020-21, debutaría como profesional en el KB Rahoveci de la Superliga de baloncesto de Kosovo, con el que disputó 27 partidos en los que jugó una media de 29,9 minutos anotando 9,1 puntos, capturando 11,1 rebotes y repartiendo 0,6 asistencias por encuentro.
El 27 de agosto de 2021, se hace oficial su fichaje por el Palmer Alma Mediterránea Palma de la Liga LEB Oro, durante una temporada.  Con el equipo balear llegó a disputar una media de algo más de dieciséis minutos de media por partido, en los que llegó a promediar 4 puntos y casi 4 rebotes.
El 27 de octubre de 2022, firma por el Club Polideportivo La Roda de la Liga LEB Plata.
El 5 de abril de 2024 fue anunciado como refuerzo del Pichincha de la Liga Boliviana de Básquetbol.